# Florența Mihai
Florența Mihai (Bucarest, 2 settembre 1955 – Bucarest, 14 ottobre 2015) è stata una tennista rumena, prima atleta della sua nazione a raggiungere una finale del Grande Slam nel singolare femminile.

## Biografia
Giunse in finale nel 1977 all'Open di Francia (singolare femminile) perdendo contro Mima Jaušovec con 6-2, 6-7, 6-1. Nello stesso anno giocò anche la finale del doppio misto in coppia con Iván Molina perdendo contro la coppia statunitense formata da Mary Carillo e John McEnroe con 7-6, 6-3.
Nel doppio giunse due volte nei quarti di finale sempre all'Open di Francia, nel 1976 e nel 1978. Vinse sempre nel 1976 in coppia con Pat Medrado il doppio al Barcelona Ladies Open vincendo in finale Nathalie Fuchs e Michèle Gurdal 6–2, 6–4.
Come doppista vinse per ben 3 volte (1977, 1979, 1981) con Virginia Ruzici la medaglia d'oro alle Universiadi.
Morì nel 2015 all'età di 60 anni per un male incurabile